# Giselher Suhr

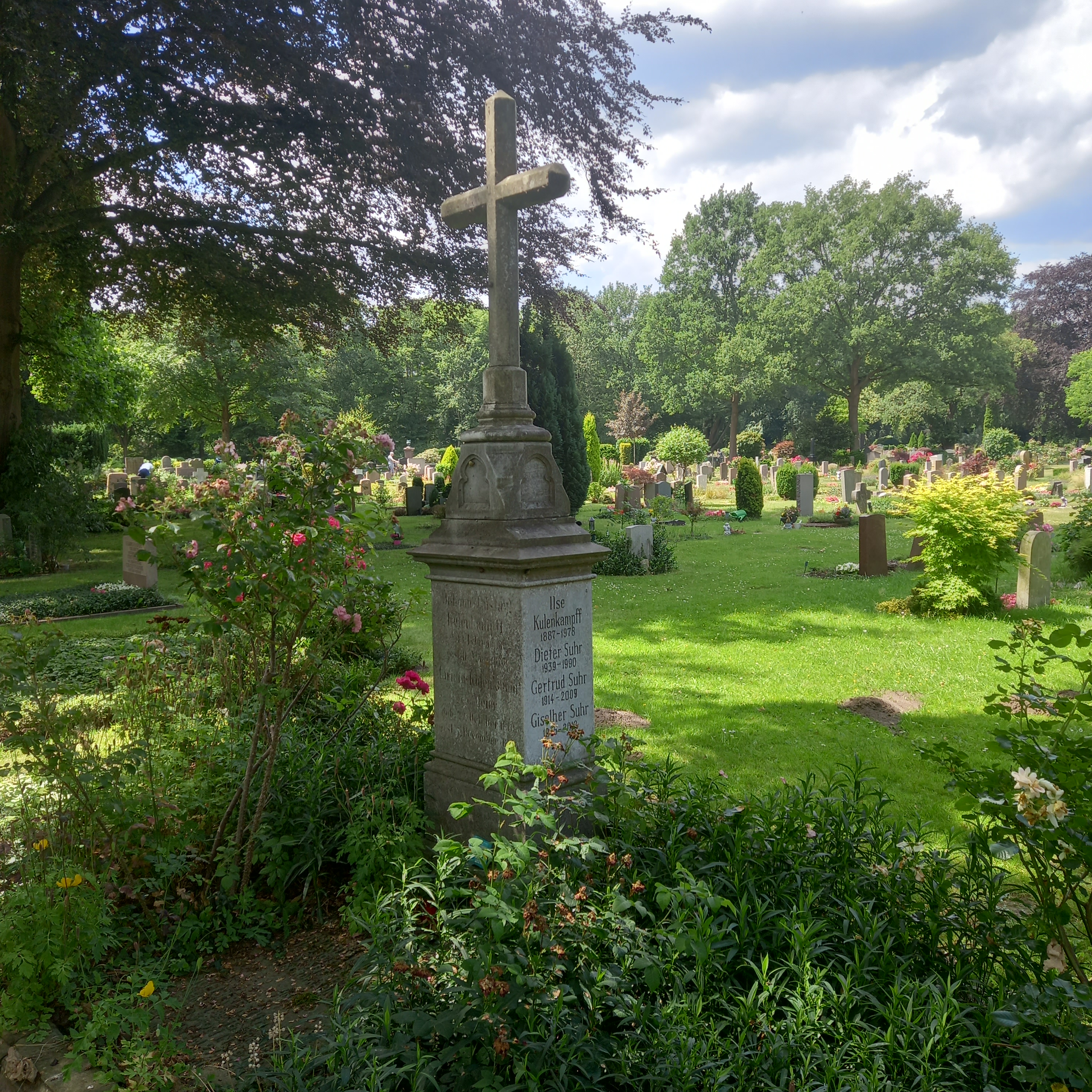
Das Grab von Giselher Suhr im Familiengrab Kulenkampff auf dem Riensberger Friedhof in Bremen

Giselher Suhr (* 14. August 1945 in Tauberbischofsheim; † 22. August 2018) war ein deutscher Journalist.

## Beruf und Werdegang
Suhr absolvierte ein Jura- und Soziologiestudium und war seit 1968 als freier Mitarbeiter beim NDR sowie beim ZDF-Landesstudio Hamburg. Nach einem Volontariat wurde er beim ZDF als Redakteur angestellt und arbeitete lange in der Redaktion von Kennzeichen D mit, einige Sendungen präsentierte er auch als Moderator. Seit Oktober 1989 war er ständiger ZDF-Korrespondent in der DDR. Von November 1990 bis Dezember 1996 leitete er das neugegründete ZDF-Landesstudio Brandenburg (bis 1991: „Korrespondentenstelle“), von Januar 1997 bis September 2009 war er Leiter des Landesstudios Sachsen-Anhalt und arbeitete anschließend bis zu seiner Pensionierung im August 2010 für das ZDF-Landesstudio Berlin.
Suhr trat 1965 in die SPD ein, er war Anhänger der Ostpolitik Willy Brandts. Auch die Agenda 2010 befürwortete er, doch wuchs nach jahrzehntelanger Zugehörigkeit die Distanz zur Partei. Er wurde AfD-Mitglied und stellte Interviews mit und Auftritte von AfD-Politikern auf seinem Youtube-Kanal ein.
Giselher Suhr wurde auf dem Riensberger Friedhof in Bremen bestattet.

## Beiträge (Auswahl)
- Ansichten: Potsdam – Hauptstadt von Brandenburg; Bildtonträger, Regie und Drehbuch: Suhr, Giselher, 1991